# Kościół Zesłania Ducha Świętego w Wałbrzychu
Kościół Zesłania Ducha Świętego – polskokatolicki kościół parafialny mieszczący się w Wałbrzychu, w dzielnicy Śródmieście.
Świątynia została wybudowana w latach 1847-1848 jako kościół staroluterański w stylu klasycyzmu i rundbogenstilu. Kościół architektonicznie jest wzorowany na ewangelickich świątyniach budowanych na terenie Śląska w XIX wieku. Posiada kubiczną, zwartą prostopadłościenną bryłę nakrytą dachem dwuspadowym i ozdobionym sygnaturką. Od 1947 należy do polskokatolików.